# Camino General Belgrano

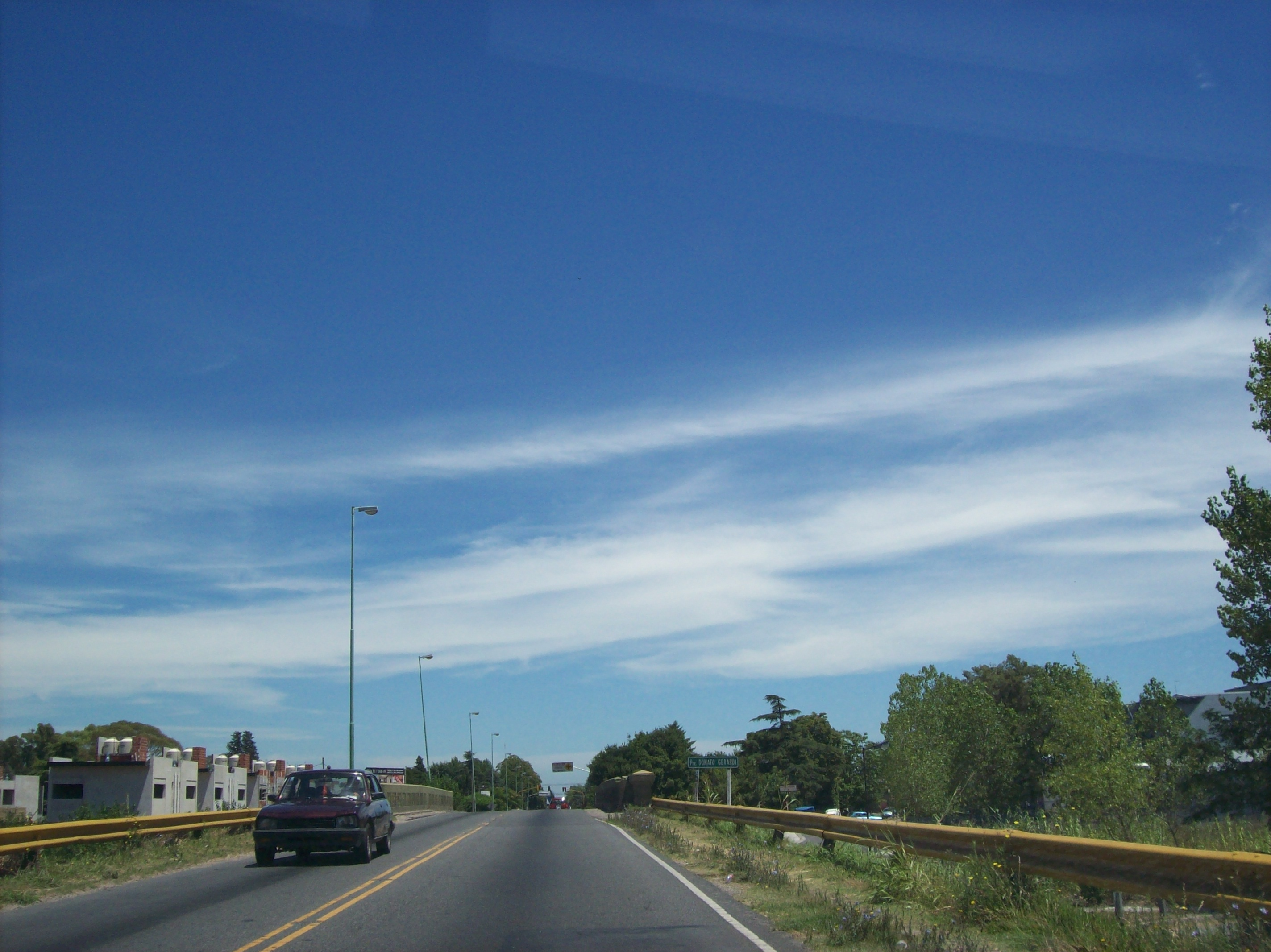
Vista del Camino General Belgrano

El Camino General Belgrano es una carretera ubicada en el sur del Gran Buenos Aires y el Partido de La Plata, en el noreste de la provincia de Buenos Aires, Argentina.
El camino discurre de sudeste a noroeste. Desde la ciudad de La Plata hasta el cruce Gutiérrez, en la intersección con el Camino Centenario, forma parte de la Ruta Provincial 1, mientras que el resto del recorrido forma parte de la Ruta Provincial 14.

## Historia
La ley del 27 de diciembre de 1907 autorizó al poder ejecutivo de la provincia de Buenos Aires a construir un camino pavimentado entre las ciudades de La Plata a Avellaneda hasta el límite con la ciudad de Buenos Aires, y que junto a ese camino debía habilitarse un ferrocarril eléctrico. Las obras de esta carretera de 52 km de extensión se extendieron entre agosto de 1911 y septiembre de 1916. El camino se construyó con un ancho de calzada de granitullo (adoquinado) de 6 m y cordón a la vista. De acuerdo a un convenio entre la provincia y la compañía Ferrocarril del Sud, ésta debía construir un puente para sortear la playa de maniobras ubicada en la zona de la parada Gerli. La inauguración de dicho puente fue el 18 de octubre de 1922.
La ley provincial 3712 promulgada el 18 de agosto de 1921 impuso el nombre actual a este camino. En 1938 se realizó la obra para ensanchar la calzada a 7,90 m en sólo cuatro meses. Se había proyectado un distribuidor con puente del Camino General Belgrano sobre el Camino Centenario y las vías del ferrocarril pero nunca se construyó.
A principios de la década de 1970 se construyó un distribuidor con un puente sobre la "Superposición de las Rutas Nacionales 1 y 2" (actual Ruta Provincial 36) en el denominado Cruce Varela, en el límite entre los partidos de Florencio Varela y Berazategui.
El tramo al sudeste de dicho cruce pertenecía a la Ruta Nacional 1. El Decreto Nacional 1595 del año 1979 prescribió que este camino pasara a jurisdicción provincial. La provincia de Buenos Aires se hizo cargo del mismo en 1988, cambiando su denominación a Ruta Provincial 1.

## Recorrido y cruces

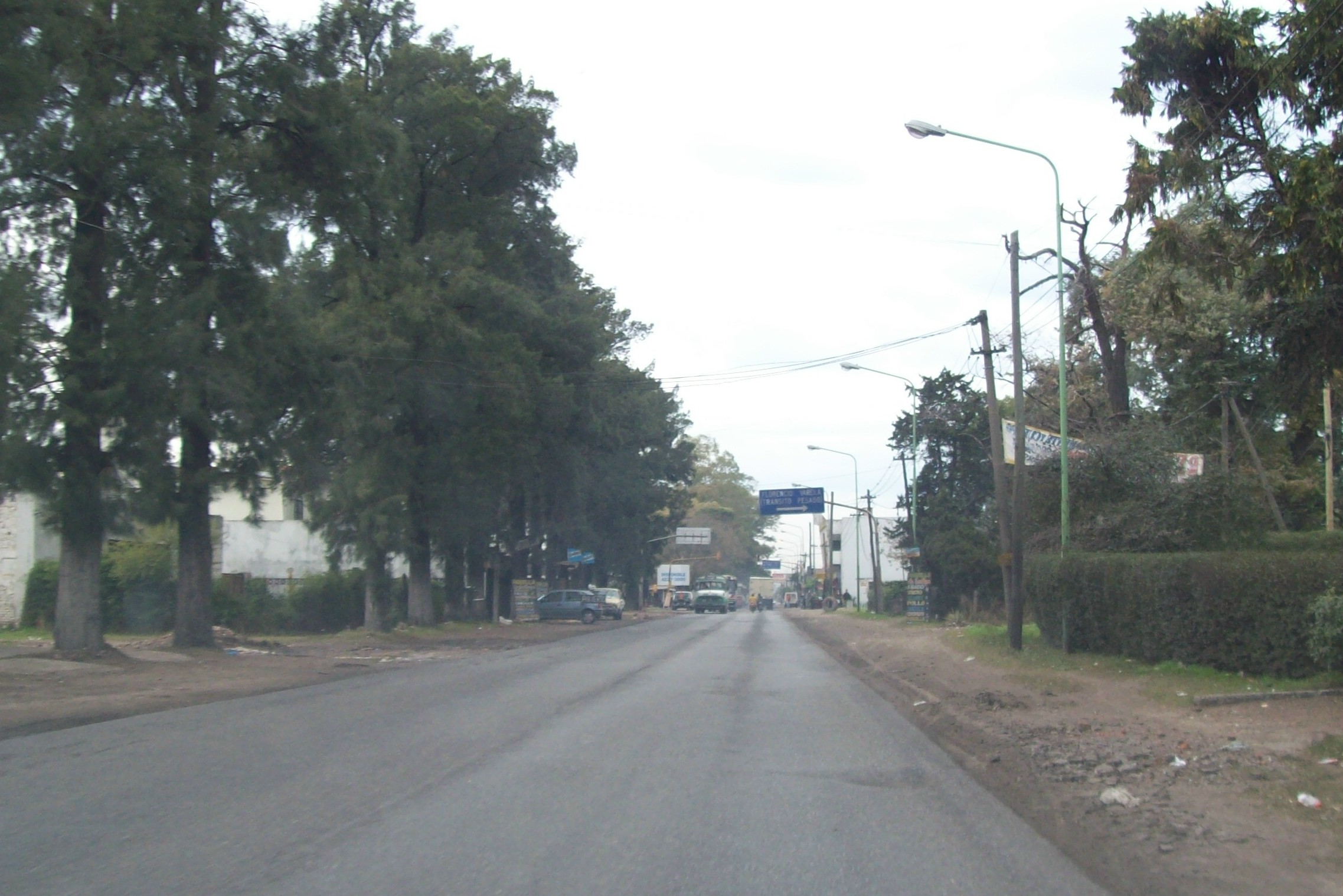
Camino General Belgrano llegando a Avenida del Trabajo, Cruce Varela.

- Empalme con Avenida 32 (a La Plata Centro y Abasto), La Plata
- Cruce bajo Av. Antártida Argentina/Av. 13/Camino Centenario (A La Plata Centro, Ensenada, Abasto y José M Gutiérrez), Tolosa. Desde aquí forma parte de la Ruta Provincial 1
- Puente sobre el Arroyo del Gato, Ringuelet
- Puente sobre el Ramal Ringuelet - Coronel Brandsen (clausurado) del Ferrocarril General Roca y la Av. 19 (a Gonnet), Ringuelet
- Puente sobre el Arroyo Rodríguez, Gonnet
- Puentes sobre los Arroyos Villa Elisa y Carnaval, Villa Elisa
- Puentes sobre los Arroyos San Juan y Pereyra, Pereyra. Parque Pereyra Iraola
- Cruce con Camino Centenario (A La Plata y Juan M. Gutiérrez), Vucetich. Desde aquí forma parte de la Ruta Provincial 14
- Cruce a nivel con el Ramal Temperley-Villa Elisa del Ferrocarril General Roca, Vucetich
- Puente sobre Arroyo Baldovinos, Juan M. Gutiérrez
- Puente bajo la Ruta Nacional A004 (Autopista Hudson-Gutiérrez) (a Autopista Buenos Aires-La Plata/Hudson y Autovía 2/Mar del Plata), José M. Gutiérrez.
- Cruce con Av. V. Vergara (A Ranelagh y Ezpeleta), Sourigues
- Puente sobre Arroyo Las Conchitas, Sourigues
- Cruce a nivel con el Ramal Berazategui-Bosques del Ferrocarril General Roca. Estación Sourigues.
- Empalme con Av. Dardo Rocha (a Berazategui y Quilmes), Sourigues
- Cruce con Av. Eva Perón (a Villa España y Zeballos)
- Cruce con Av. 14/Rigolleau (a Berazategui y Estación Gdor. Monteverde), Cruce Varela
- Puente sobre Ruta Provincial 36/Avenida Calchaquí (a Buenos Aires y Pipinas), Cruce Varela
- Cruce con Av. Rep. de Francia (a Ezpeleta y Ruta Provincial 4/Camino de Cintura/San Justo/San Isidro). Universidad Arturo Jauretche, Hospital El Cruce, Cruce Varela
- Cruce con Av. Gral. Mosconi (a Bernal y Ruta Provincial 53/Florencio Varela/Brandsen), La Florida
- Empalme con Av. 12 de Octubre (a Quilmes), La Florida
- Puentes sobre los Arroyos Piedras y San Francisco, San José
- Cruce con Ruta Provincial 49/Av. Eva Peron/Av. Lamadrid (a Bernal y Temperley), San José
- Cruce a nivel con el Ferrocarril Provincial de Buenos Aires (clausurado), Monte Chingolo
- Empalme con Ruta Provincial 14/Av. Sánchez de Bustamante (a Gerli y Puente Alsina), Gerli
- Empalme con Av. Lacarra (a Avellaneda y Ruta Prov. 14), Gerli

## Localidades
- La Plata: Tolosa, Ringuelet, Manuel B. Gonnet, City Bell y Villa Elisa.
- Berazategui: Pereyra, Juan María Gutiérrez y Guillermo Hudson.
- Florencio Varela: Ingeniero Allan y Bosques.
- Berazategui: Sourigues y Berazategui.
- Florencio Varela: Cruce Varela
- Quilmes: Villa La Florida, Quilmes y Bernal.
- Límite entre Avellaneda y Lanús: Monte Chingolo, Wilde, Villa Domínico y Gerli.

## Sitios de interés

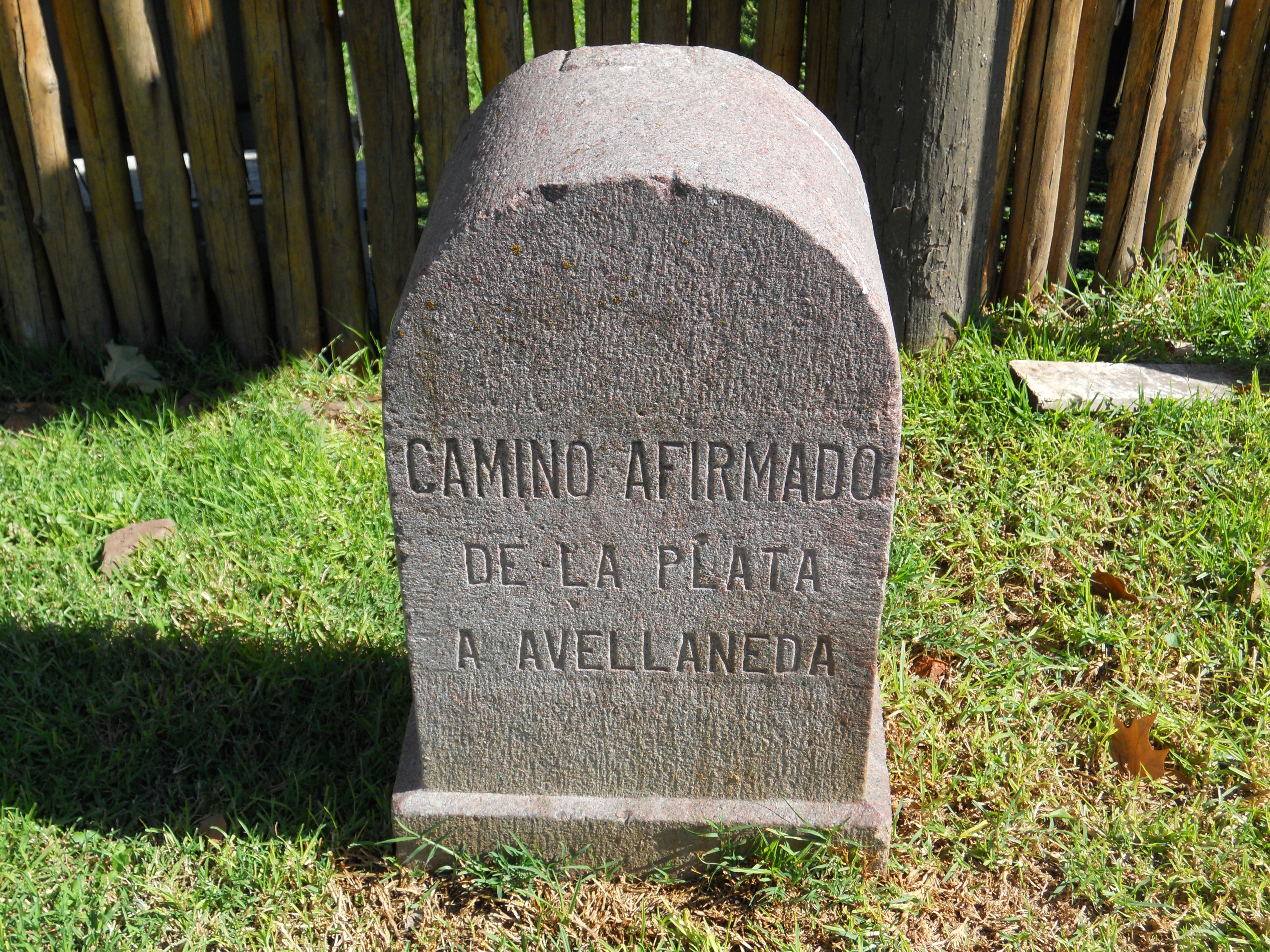
Monolito a la altura de la calle 505 en Gonnet.

El camino atraviesa el Parque Provincial Pereyra Iraola, en el Partido de Berazategui y al costado de la carretera, en Gonnet (La Plata), se encuentra la entrada a la República de los Niños, que es un parque temático municipal de 52 ha.